# Hippolyte Camille Delpy

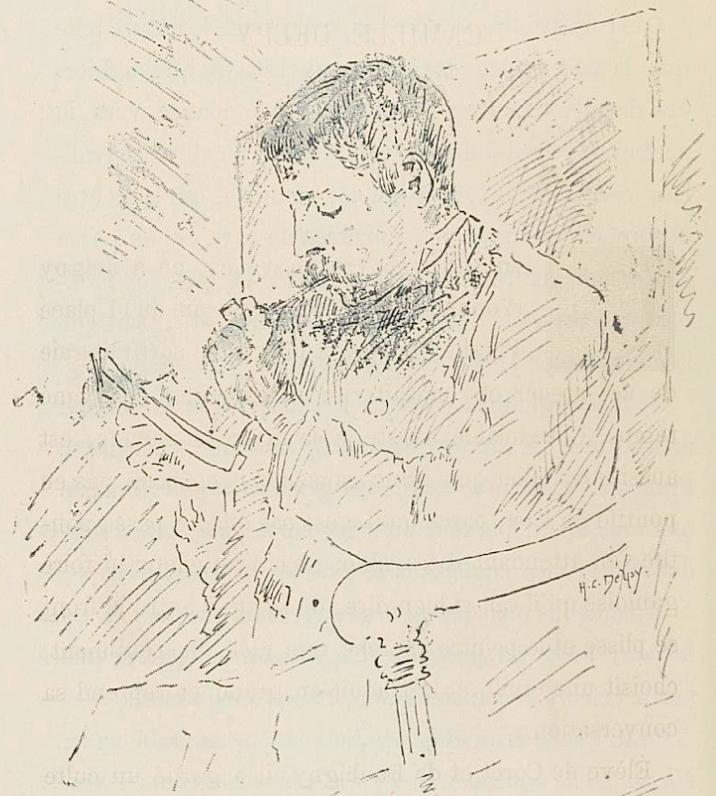
Camille-Hippolyte Delpy - Autorretrato, 1883

Hippolyte Camille Delpy, nacido el 16 de abril de 1842 en Joigny (Yonne) y muerto el 5 de junio de 1910 en el distrito XVIII de París, fue un pintor paisajista francés.

## Biografía
Hippolyte Camille Delpy provenía de una familia bastante rica de Joigny, Borgoña. Fue alumno de Charles-François Daubigny desde 1855 y su alumno habitual desde 1858. Durante los veranos, Delpy (de edad cercana al hijo de Daubigny, Karl, también pintor) viajaba con la familia Daubigny, realizando excursiones a bordo del barco-estudio Le Botin. Gracias a Daubigny, Delpy conoce a Camille Corot, quien anima y aconseja al joven pintor. En 1869, Delpy envió sus primeros cuadros al Salón de la Société Nationale des Beaux-Arts. En diciembre de 1869 comenzó a pintar escenas de paisajes nevados durante un duro invierno.
Contemporáneo de los impresionistas, Delpy combinó las técnicas aprendidas de Daubigny con una paleta más viva y una pincelada más vigorosa, características de la generación de pintores de la escuela de Barbizon.
A principios de la década de 1870, Delpy trabajaba a menudo en Ville-d'Avray, lugar privilegiado por Corot, y en Auvers-sur-Oise, donde vivía Daubigny, y donde se casó con Louise-Berthe Cyboulle, hija de un pintor de flores e insectos, quien murió en 1885. Camille Delpy se hizo amigo de Camille Pissarro y Paul Cézanne, quienes compartían su admiración por Daubigny.
Sus pinturas presentadas en los Salones de 1873 y 1874 fueron bien recibidas. En 1875, presentó una paisaje nevado por primera vez en el Salón y recibió excelentes críticas de Jules-Antoine Castagnary.
En 1876, Delpy organizó una venta de sus obras en París en el Hôtel Drouot. Anunciada en varios periódicos, la venta fue un gran éxito con 45 obras vendidas. Ese verano, Delpy se trasladó con su familia a Bois-le-Roi, en la zona predilecta de la escuela de Barbizon, cerca del bosque de Fontainebleau.
En el Salón de 1880, Delpy presentó una escena de cosecha de patatas, su primer paisaje con figuras de gran tamaño. Durante la década de 1880, alterna estancias en la costa de Normandía, en el bosque de Fontainebleau y en París. Recibió su primera medalla en el Salón de 1884.
En 1886 Delpy viajó a los Estados Unidos con un grupo de artistas que pintaron un panorama de la Batalla de Manassas (Guerra Civil) en Washington. El mismo año, se convirtió en miembro de la Sociedad de Artistas Franceses. En la Exposición Universal de 1889, Delpy recibió una mención de honor. Georges Petit, destacado galerista parisino de pintura francesa contemporánea, comenzó a vender sus cuadros y organizó varias exposiciones individuales para él.
En 1890 se casa con Marie-Cécile Lenormand, que muere en enero de 1898 y el 16 de noviembre de 1900 se casó con Joséphine Péguy.
En 1908 se llevó a cabo una exposición de Delpy en las Grafton Galleries de Londres.
Hippolyte Camille Delpy murió el 5 de junio de 1910 en París.
Su hijo Henry-Jacques Delpy, nacido en Bois-le-Roi (Seine-et-Marne) en 1877 y muerto en 1957, fue también pintor paisajista.
El pintor Lucien-Victor Delpy (1898-1967) fue un primo lejano.

## Obras en colecciones públicas
- Béziers, museo de bellas artes:
  - La calle principal de Auvers-sur-Oise;[4]
  - El Tribunal de la Madre Labaume en Bois-le-Roi.
- Louviers, museo de Louviers : Bosque de Fontainebleau.
- París, Museo Carnavalet : Nieve en Montmartre.

## Galería

Œuvres d'Hippolyte Camille Delpy
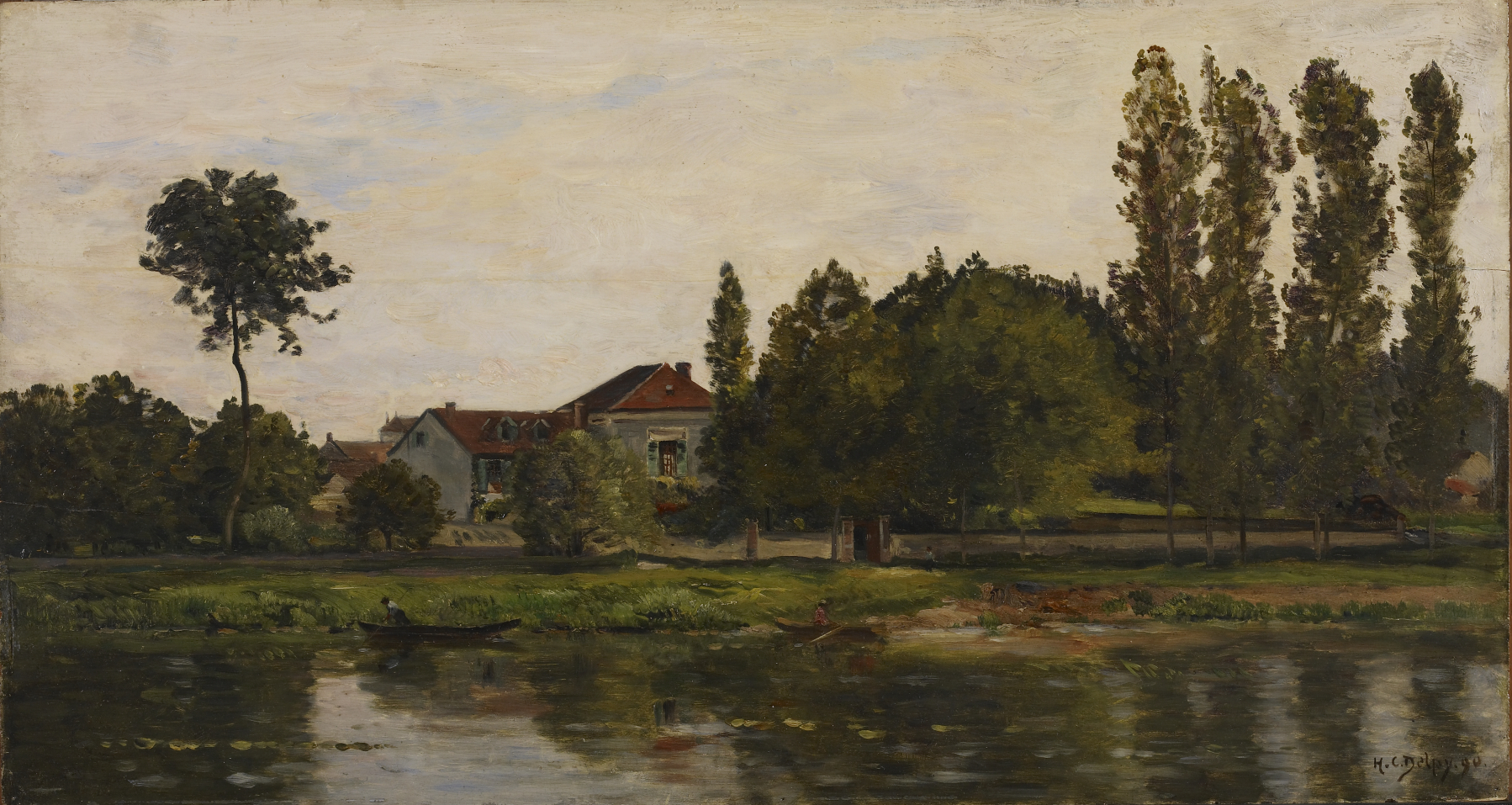
La casa del Sr. Lucas (1890), Baltimore, Museo de Arte Walters
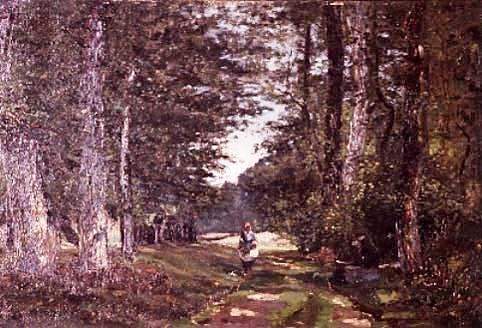
Sin título, Juiz de Fora, Museu Mariano Procópio

Œuvres non localisées attribuées à Hippolyte Camille Delpy
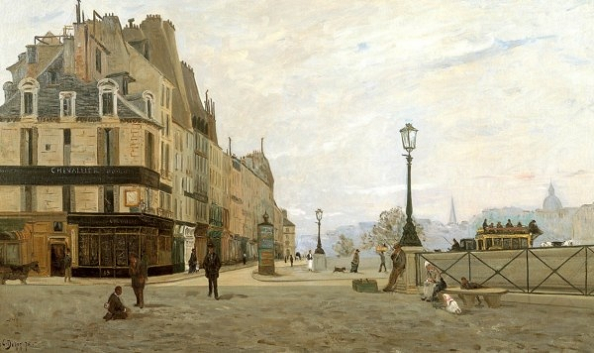
El Pont-Neuf y el Quai des Orfèvres
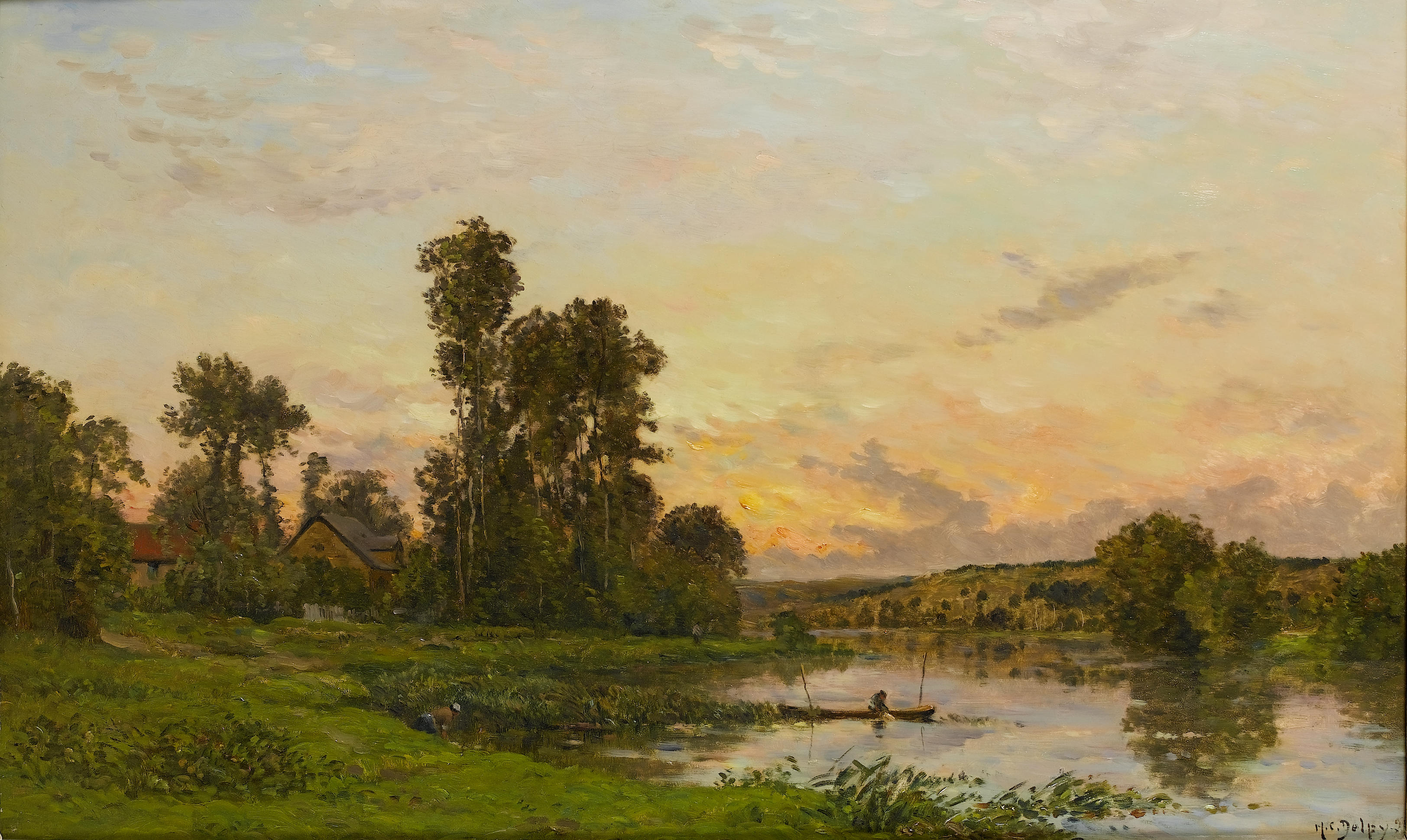
Sol poniente, Pampoux-sur-Seine (1899)
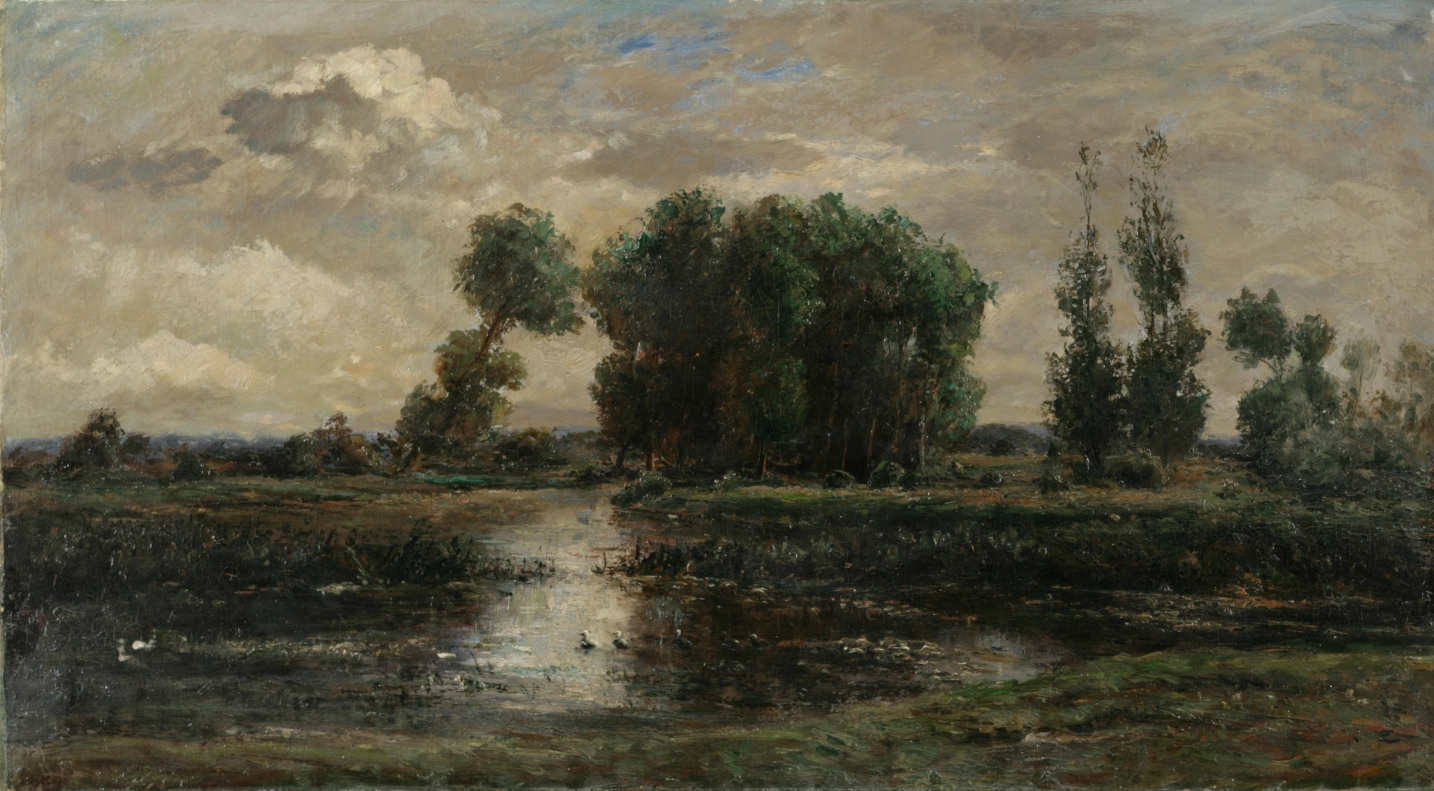
Paisaje con pantano
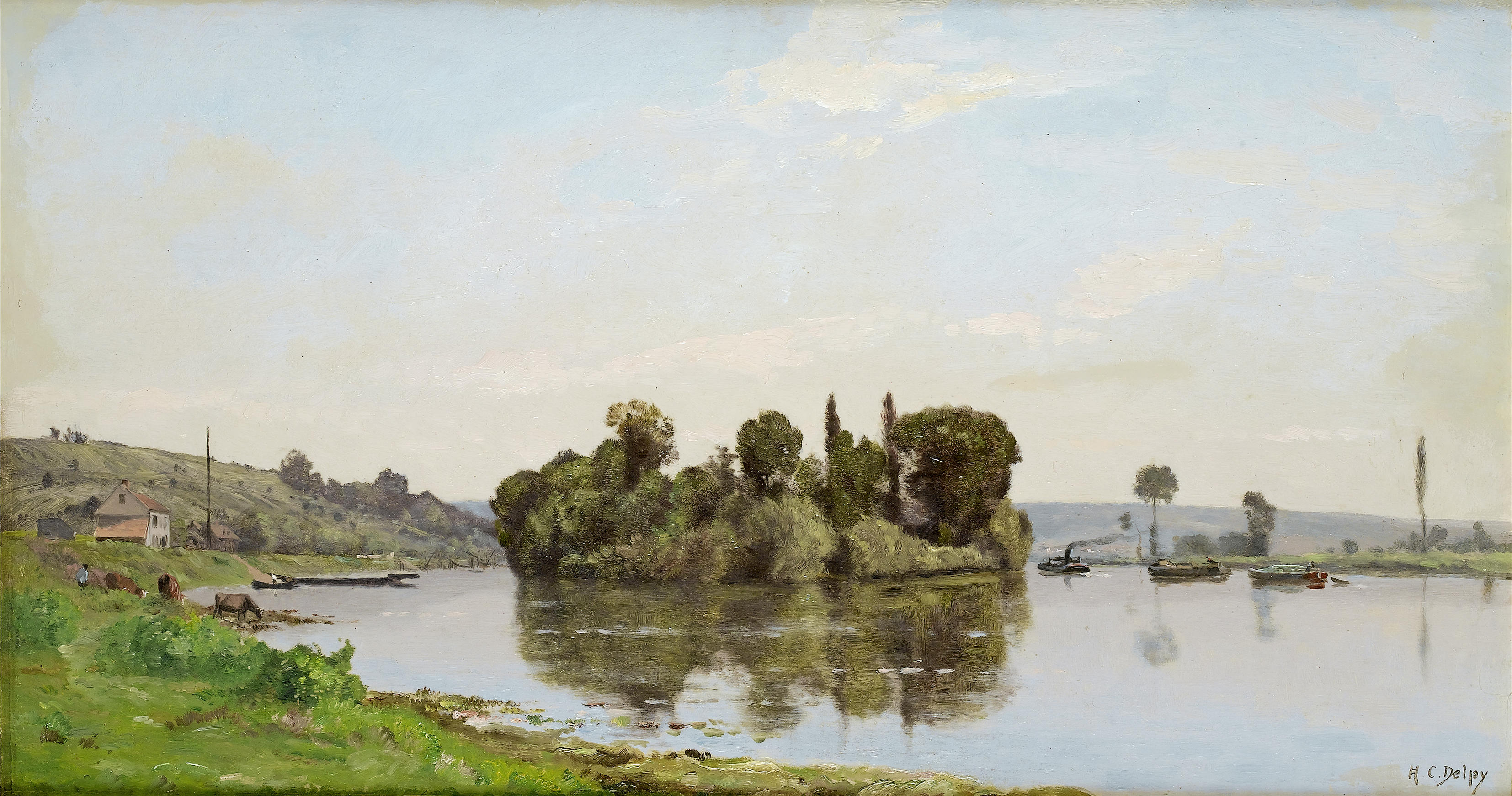
paisaje de río
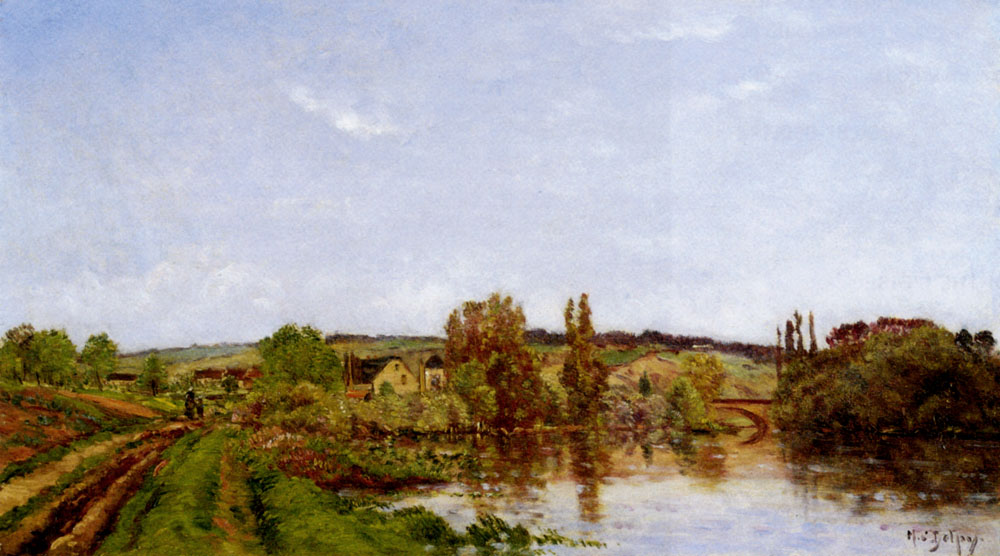
Camino junto al río
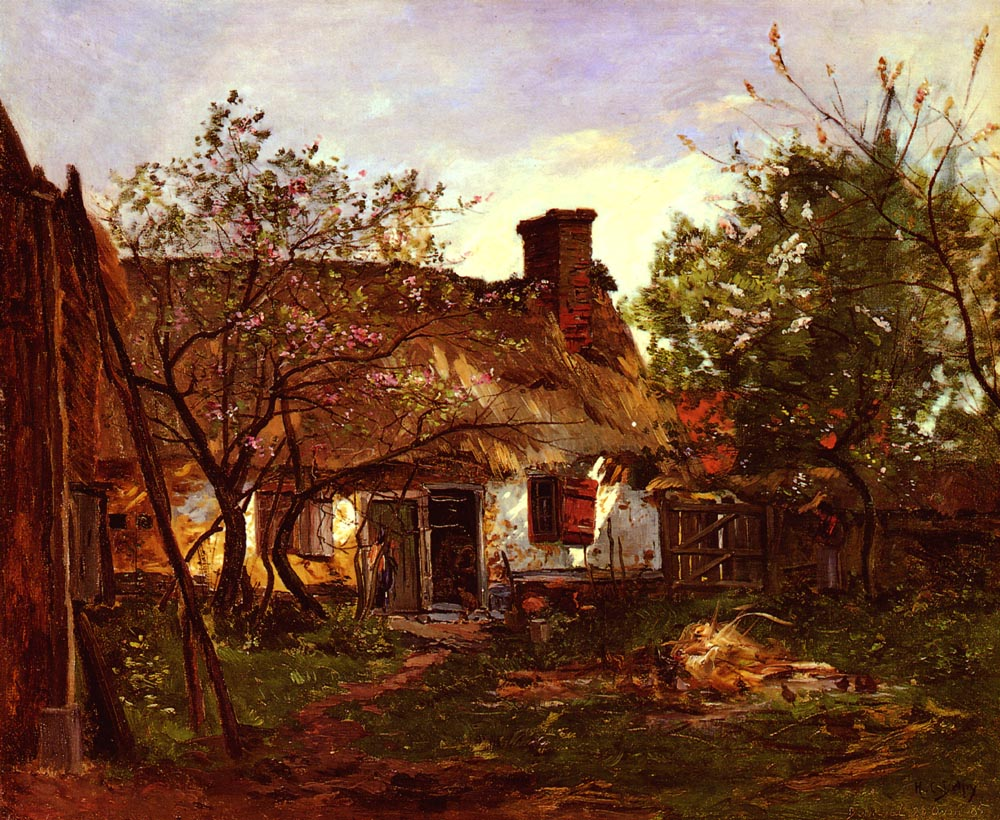
Casa rural en Berneval
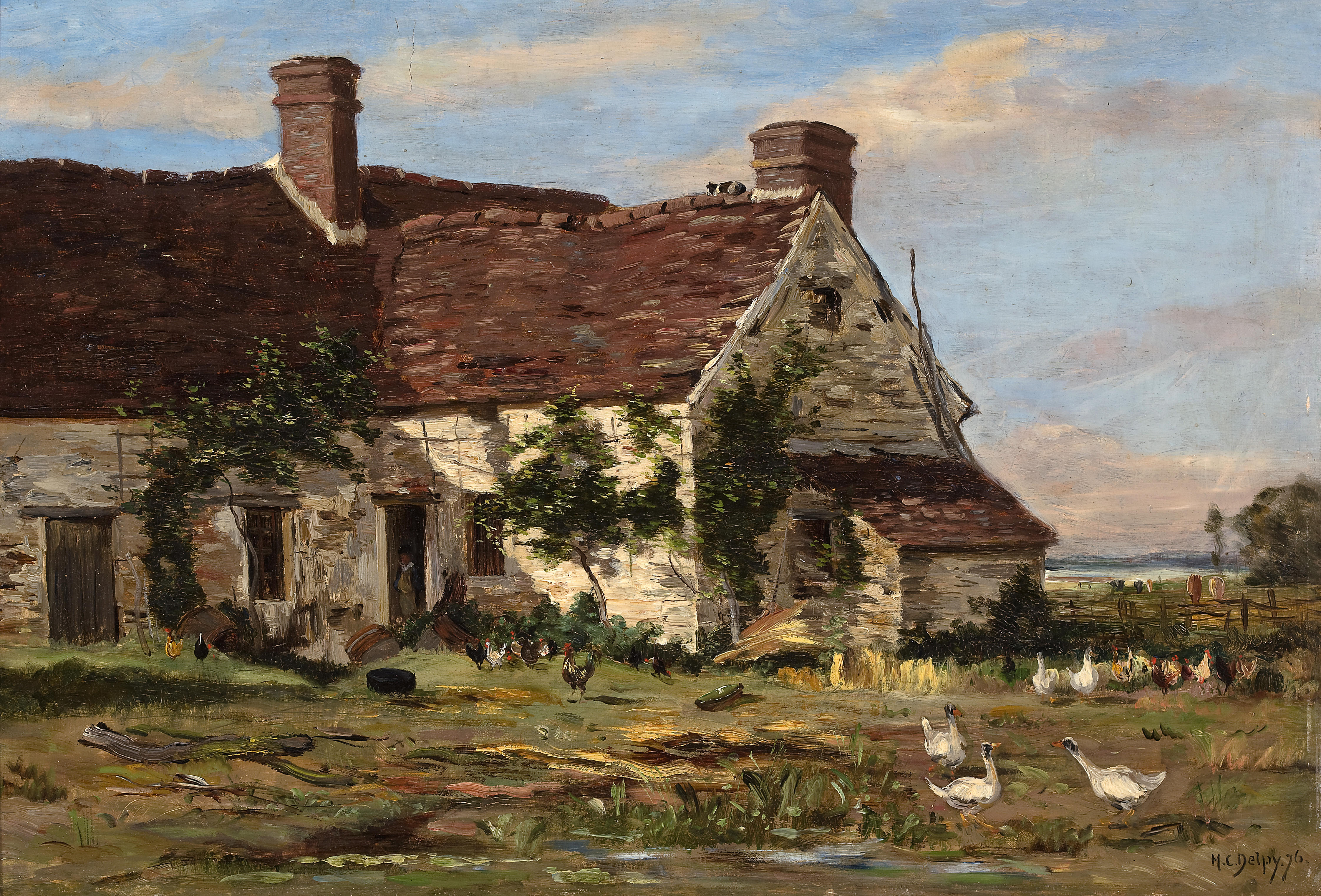
Granja cerca de Bois-le-Roi
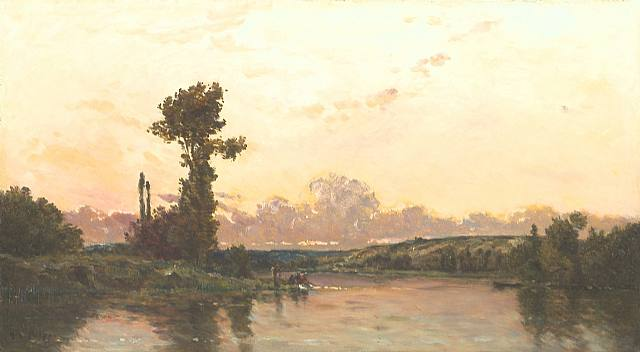
paisaje de río
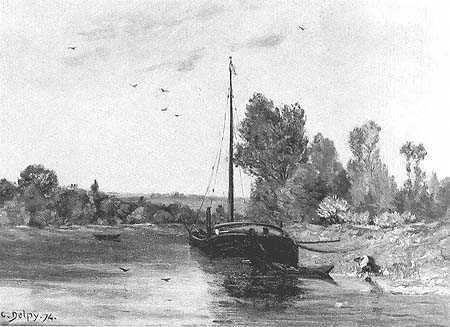
Lavandera cerca de la barcaza